# Banderes de les Repúbliques Socialistes Soviètiques
Les banderes de les Repúbliques Socialistes Soviètiques eren totes versions modificades del disseny de la bandera de la Unió Soviètica, format per un camp de color vermell amb la falç i el martell i l'estrella de cinc puntes en or onejant al cantó superior esquerre. L'única excepció és la de l'RSS de Geòrgia en que les divises són de color vermell sobre fons blau.
Quan Belarús i Ucraïna varen esdevenir membres fundadors de l'Organització de les Nacions Unides el 1945, les seves respectives banderes eren de color vermell amb només petites diferències al cantó superior esquerra, pel que era difícil diferenciar-ne una de l'altra.
Al febrer de 1947, amb la pressió de l'ONU, el Soviet Suprem de la Unió Soviètica va adoptar una resolució, que van ser recomanar a cadascuna de les seves repúbliques a desenvolupar i adoptar noves banderes nacionals. Per a expressar la idea d'un estat de la unió, es va recomanar la utilització dels símbols de la bandera Unió Soviètica, com són la falç i el martell en or i l'estrella vermella, així com mantenir el predomini del color vermell a la bandera. Després de respectius concursos per als millors projectes en els anys 1949-1954 per a les noves banderes de les 16 repúbliques es van desenvolupar i adoptar. Les autoritats d'Ucraïna i Belarús foren les primeres a adoptar les noves banderes, el 5 de juliol de 1950 i el 25 desembre de 1951, respectivament. La resta de repúbliques varen seguir el seu exemple entre 1952 i 1953 sent l'RSFS de Rússia la última en adoptar un nou disseny el 9 de gener de 1954.
Després de la dissolució de la Unió Soviètica el 26 de desembre de 1991, només el Kazakhstan, Kirguizstan, Tadjikistan, Turkmenistan i Ucraïna varen conservar les seves antigues banderes soviètiques com a estats independents fins que entraren en vigor les noves a partir del 1992.

## Banderes de les repúbliques
Les versions finals abans de tornar a l'adopció de banderes nacionals no soviètics foren les següents:
| República             | Bandera | Data d'adopció                                          | Article principal                  | Descripció | Bandera actual                                                  |
| --------------------- | ------- | ------------------------------------------------------- | ---------------------------------- | --- | --------------------------------------------------------------- |
| RSS d'Armènia         |         | 17 de desembre de 1952                                  | Bandera de l'RSS d'Armènia         | La bandera presenta com a base el disseny de la bandera de l'URSS, un camp de color vermell amb la falç i el martell i l'estrella de cinc puntes en or onejant al cantó superior esquerre, al qual s'hi afegeix una franja a la part central de color blau amb una amplada d'1/4 del total. Ràtio 1:2 | Bandera d'Armènia                                               |
| RSS de l'Azerbaidjan  |         | 7 d'octubre de 1952                                     | Bandera de l'RSS de l'Azerbaidjan  | La bandera presenta com a base el disseny de la bandera de l'URSS, un camp de color vermell amb la falç i el martell i l'estrella de cinc puntes en or onejant al cantó superior esquerre, al qual s'hi afegeix una franja de color blau a la part inferior amb una amplada d'1/4 del total. Ràtio 1:2 | Bandera de l'Azerbaidjan                                        |
| RSS de Belarús        |         | 25 de desembre de 1951                                  | Bandera de l'RSS de Belarús        | La bandera presenta com a base el disseny de la bandera de l'URSS, un camp de color vermell amb la falç i el martell i l'estrella de cinc puntes en or onejant al cantó superior esquerre, al qual s'hi afegeix una franja verda amb una amplada d'1/3 a la part inferior. També porta afegit un disseny vertical decoratiu belarús de colors blanc que ocupa un novè de l'amplada està col·locat al costat del pal. Ràtio 1:2 | Bandera de Belarús                                              |
| RSS Carelo-Finlandesa |         | 3 de març de 1953                                       | Bandera de l'RSS Carelo-Finlandesa | La bandera presenta com a base el disseny de la bandera de l'URSS, un camp de color vermell amb la falç i el martell i l'estrella de cinc puntes en or onejant al cantó superior esquerre, al qual s'hi afegeixen dues franges la part inferior de color blau cel i verd amb una amplada d'1/6 i d'1/5, respectivament, del total. Ràtio 1:2                                                                                   | Bandera de la República de Carèlia (Subjecte federal de Rússia) |
| RSS d'Estònia         |         | 6 de febrer de 1953                                     | Bandera de l'RSS d'Estònia         | La bandera presenta com a base el disseny de la bandera de l'URSS, un camp de color vermell amb la falç i el martell i l'estrella de cinc puntes en or onejant al cantó superior esquerre, al qual s'hi afegeixen a la part inferior una banda ondulada blau marí amb dues franges blanques a la part superior, formant al llarg de la longitud de la bandera sis onades en punta. Ràtio 1:2                                   | Bandera d'Estònia                                               |
| RSS de Geòrgia        |         | 11 d'abril de 1951                                      | Bandera de l'RSS de Geòrgia        | La bandera presenta com a base el camp vermell de la bandera de l'URSS, però al qual s'hi ha afegit un quadrat blau cel al cantó superior esquerre de mida d'1/2 de l'amplada de la bandera i un cercle amb la falç i el martell en vermell. Del cercle surten 24 raigs. De la meitat del costat dret de quadrat surt una franja horitzontal blava d'1/3 d'amplada del quadrat. Ràtio 1:2                                      | Bandera de Geòrgia                                              |
| RSS del Kazakhstan    |         | 24 de gener de 1953                                     | Bandera de l'RSS del Kazakhstan    | La bandera presenta com a base el disseny de la bandera de l'URSS, un camp de color vermell amb la falç i el martell i l'estrella de cinc puntes en or onejant al cantó superior esquerre, al qual s'hi afegeix una estreta franja de color blau d'una amplada de 2/9 i situada a 1/9 de la part inferior. Ràtio 1:2 | Bandera del Kazakhstan                                          |
| RSS del Kirguizstan   |         | 22 de desembre de 1952                                  | Bandera de l'RSS del Kirguizstan   | La bandera presenta com a base el disseny de la bandera de l'URSS, un camp de color vermell amb la falç i el martell i l'estrella de cinc puntes en or onejant al cantó superior esquerre, al qual s'hi afegeixen tres franges blava-blanca-blava a la part central ocupant 1/3 de l'amplada total. L'amplada de la franja blanca és la 1/20 part de l'amplada. Ràtio 1:2                                                      | Bandera del Kirguizstan                                         |
| RSS de Letònia        |         | 17 de gener de 1953                                     | Bandera de l'RSS de Letònia        | La bandera presenta com a base el disseny de la bandera de l'URSS, un camp de color vermell amb la falç i el martell i l'estrella de cinc puntes en or onejant al cantó superior esquerre, al qual s'hi afegeixen quatre franges ondulades blanques i blaves simulant onades a la part inferior. Ràtio 1:2 | Bandera de Letònia                                              |
| RSS de Lituània       |         | 15 de juliol de 1953                                    | Bandera de l'RSS de Lituània       | La bandera presenta com a base el disseny de la bandera de l'URSS, un camp de color vermell amb la falç i el martell i l'estrella de cinc puntes en or onejant al cantó superior esquerre, al qual s'hi afegeixen dues franges horitzontals a la part inferior. La primera de color blanc i la segona de color verd i més ampla, totes dues ocupen 1/3 de l'amplada total. Ràtio 1:2                                           | Bandera de Lituània                                             |
| RSS de Moldàvia       |         | 31 de gener de 1952                                     | Bandera de l'RSS de Moldàvia       | La bandera presenta com a base el disseny de la bandera de l'URSS, un camp de color vermell amb la falç i el martell i l'estrella de cinc puntes en or onejant al cantó superior esquerre, al qual s'hi afegeix una franja de color verd a la part central amb una amplada d'1/4 del total. Ràtio 1:2 | Bandera de Moldàvia                                             |
| RSFS de Rússia        |         | 7 de gener de 1954                                      | Bandera de la RSFS de Rússia       | La bandera presenta com a base el disseny de la bandera de l'URSS, un camp de color vermell amb la falç i el martell i l'estrella de cinc puntes en or onejant al cantó superior esquerre, al qual s'hi afegeix una franja vertical de color blau clar al costat del pal i que constitueix 1/8 part de la longitud de la bandera. Ràtio 1:2                                                                                    | Bandera de Rússia                                               |
| RSS del Tadjikistan   |         | 20 de març de 1953                                      | Bandera de l'RSS del Tadjikistan   | La bandera presenta com a base el disseny de la bandera de l'URSS, un camp de color vermell amb la falç i el martell i l'estrella de cinc puntes en or onejant al cantó superior esquerre, al qual s'hi afegeixen dues franges a la part central de colors blanc i verd amb una amplada d'1/5 i 1/10, respectivament, de l'amplada total. Ràtio 1:2                                                                            | Bandera del Tadjikistan                                         |
| RSS del Turkmenistan  |         | 1 d'agost de 1953, readaptada el 26 de setembre de 1973 | Bandera de l'RSS del Turkmenistan  | La bandera presenta com a base el disseny de la bandera de l'URSS, un camp de color vermell amb la falç i el martell i l'estrella de cinc puntes en or onejant al cantó superior esquerre, al qual s'hi afegeixen a la part central dues franges estretes de color blau cel separades per 1/20 d'amplada del total. Ràtio 1:2                                                                                                  | Bandera del Turkmenistan                                        |
| RSS d'Ucraïna         |         | 5 de juliol de 1950                                     | Bandera de l'RSS d'Ucraïna         | La bandera presenta com a base el disseny de la bandera de l'URSS, un camp de color vermell amb la falç i el martell i l'estrella de cinc puntes en or onejant al cantó superior esquerre, al qual s'hi afegeix una franja horitzontal de color blau cel d'1/3 d'amplada a la part inferior. Ràtio 1:2 | Bandera d'Ucraïna                                               |
| RSS de l'Uzbekistan   |         | 29 d'agost de 1952                                      | Bandera de l'RSS de l'Uzbekistan   | La bandera presenta com a base el disseny de la bandera de l'URSS, un camp de color vermell amb la falç i el martell i l'estrella de cinc puntes en or onejant al cantó superior esquerre, al qual s'hi afegeix una estreta franja de color blau fimbriada en blanc que el travessa horitzontalment. Ràtio 1:2 | Bandera de l'Uzbekistan                                         |

## Banderes d'altres repúbliques
Altres repúbliques autònomes i federades utilitzaven també un disseny semblant a les anteriors, encara que més modificat. Avui en dia, els únics antics territoris de la Unió Soviètica que utilitzen versions modificades de la seva bandera soviètica originals són les repúbliques de Transnístria (un estat de reconeixement limitat, abans part de l'RSS de Moldàvia) i Belarús (des del 1995).

Bandera de l'RSS d'Abkhàzia (1921–31).
Bandera de la RPS de Bukharà (1920–25).
Bandera de l'RPS de Coràsmia (1920–25).
Bandera de l'RSSA de Moldàvia (1925–40).
Bandera de l'RSSA del Tadjikistan (1924–29).
Bandera de l'RSFS de Transcaucàsia (1922–36).
Bandera de Transnístria (2000 –).
Bandera de l'RSSA del Turkestan (1918–24).